# Upper Heyford (Northamptonshire)
Pour les articles homonymes, voir Upper Heyford.
Upper Heyford est une paroisse civile et un village du Northamptonshire, en Angleterre.